# 돌발영상
《돌발영상》(突發映像)은 YTN의 시사 프로그램으로 2003년 보도국 기자였던 김선영에 의해 YTN의 정오 뉴스 프로그램인 《뉴스 퍼레이드》의 중간에 토막으로 처음 방송하기 시작했다. (YTN 24) 보통 뉴스나 다른 시사 프로그램에서 짚지 않는 이슈가 되고 있는 시사인들의 소소한 발언, 행동, 비하인드 스토리들을 풍자형식으로 엮어 방송하는 프로그램이다. 매일 3번 정시 뉴스에 토막으로 방송하고 주말에는 일주일간 방송된 돌발영상을 모은 《돌발영상》을 방영한다. 《돌발영상》 이외에도 〈돌발사전〉, 〈오늘 문득...!〉, 〈돌발자투리〉, 〈말을 말하다〉라는 코너도 있다.
《돌발영상》이 본격적으로 주목을 받은 시기는 2004년 노무현 대통령 탄핵 소추 사건 때로 탄핵 과정을 둘러싼 국회의 모습과 탄핵과 관련된 편파보도에 항의해 KBS를 항의 방문한 조순형 당시 민주당 대표의 굴욕 사건 등이 좋은 반응을 얻어 확대 방영하기 시작했다.
보통 정치권의 영상을 많이 방영하기 때문에 일부 사항에 대해선 정치권이 민감한 반응을 보이기도 한다. 특히 이런 경향은 이명박 정부 이후 두드러지기 시작했는데 YTN이 엠바고를 어겼다는 일명 '마이너리티 리포트 사건'이나 최근 이명박 대통령의 멜라민 관련 실언 등 대통령 관련 방송에 대해서 《돌발영상》 PD중 한 명인 정유신 PD는 정부당국자로부터 "이러면 재미없다. <돌발영상>도 없앨 수 있다"라는 발언을 들었다고 했다.
2024년 5월 1일부터 YTN 개편으로 《뉴 돌발영상》(新突發映像)이 편성된다.

## 관련 사건

### 마이너리티 리포트 사건
2008년 3월 7일 방송된 '마이너리티 리포트'편에서는 2008년 3월 5일 천주교정의구현전국사제단이 삼성 비자금 사건과 관련해 로비를 받았다는 정부 인사명단을 오후 3시에 공개하기로 했는데 발표 3시간 전에 이동관 청와대 대변인이 "자체 조사결과 거론된 분들이 로비를 받았다는 것은 근거가 없는 것으로 확인됐습니다"라는 기자회견을 한 뒤 엠바고를 선언해 오후 4시에 방송하도록 했다. 그러나 이틀 후 엠바고를 깨고 돌발영상이 이 내용을 방송했다. 그러나 이 방송은 단 한차례만 방송되고 인터넷 다시보기에서도 삭제되었다. 그러나 이미 잠깐 인터넷에 올라왔던 영상은 유튜브등 각종 UCC로 퍼져 청와대의 외압이 있는 거 아니냐는 논란이 일었다. 홍상표 YTN 보도국장은 청와대의 수정 요청이 들어왔고 돌발영상이 엠바고를 어겼으므로 문제가 있다고 판단해 삭제했다고 밝혔다. 그러나 논란은 점점 커져 결국 홍상표 보도국장은 공식 사과하고 해당 편은 재방영됐으며 영상은 다시 홈페이지에 복구되었다. 그러나 청와대는 이와 관련 YTN이 비보도 원칙과 상호신의 원칙을 어겼다고 판단해 이틀 동안 청와대 춘추관에 출입금지 조치를 내리기도 했다.

### 이명박의 멜라민 발언 사건
2008년 멜라민 파동 당시 이명박이 식약청을 방문하여 멜라민이 첨가되어 문제된 제품들을 살펴보는 중에 "(포장지에) 멜라민이란 말이 없네"라는 발언을 해 논란을 일으켰으며, 이 발언이 파장을 일으켜 돌발영상은 폐지되었고, 담당 PD는 징계를 받았다.

### 방송 중단과 부활
2008년 9월 초에 YTN에서는 구본홍 사장 퇴진 운동에 참여한 것에 대한 징계로 돌발영상 제작진을 다른 부서로 인사 발령을 보내 프로그램 제작이 힘든 상태였지만 계속 방송을 이어갔다. 그러나 10월 6일 YTN 이사회는 구본홍 사장 퇴진 운동에 대한 징계로 돌발영상을 제작하는 3명의 PD중 임장혁 팀장, 정유신 PD를 해고해 버려 혼자 남은 PD 1명으로는 사실상 제작을 이어갈 수 없어 10월 8일 방송된 '블랙코미디'편을 마지막으로 방송이 중단되기도 하였다. 최근 구본홍 사장이 국정감사에 출석해 돌발영상을 포기할 거냐는 질문에 "<돌발영상>은 절대 포기할 수 없는 소신"이라고 발언하기도 했으나 이에 돌발영상 제작진 측에선 강하게 반발하였다.
6개월 정직 처분을 받은 임장혁 기자가 돌아옴으로써 2009년 4월 20일자 '까마귀 날자 하필 배가!' 편으로 다시 방영되었다.
하지만 8월 11일자로 배석규 사장 대행이 <돌발영상>을 만들어온 임장혁 PD에 대해 대기발령을 내림으로 돌발영상은 다시 사라졌다. 그러나 유투권 기자가 일주일 후인 8월 17일자로 다시 방송을 재개하였고, 현재는 김주환 기자가 제작한 영상으로 방영하고 있었으나, 2013년 11월 4일을 끝으로 방송 중단되었다. 그 후 2018년 12월 3일부터 다시 방송을 재개하였다.

## 관련 기사 및 주요 돌발영상
1. ↑  "<돌발영상>은 이미 시청자, 국민의 것",매거진T의 특집 기사 중
2. ↑  “‘돌발영상-멜라민’ 편, 웃어? 울어?”. 미디어스. 2008년 9월 30일.
3. ↑  김혜영 기자 (2009년 8월 11일). “YTN 보도국장 경질, <돌발영상> PD 대기발령 파문”. 뷰스앤뉴스.